# Crangonyx subterraneus
Crangonyx subterraneus är en kräftdjursart som beskrevs av Charles Spence Bate 1858. Crangonyx subterraneus ingår i släktet Crangonyx och familjen Crangonyctidae. Inga underarter finns listade i Catalogue of Life.